# Sygneczów
Sygneczów – wieś w Polsce położona w województwie małopolskim, w powiecie wielickim, w gminie Wieliczka.
W latach 1975–1998 miejscowość administracyjnie należała do województwa krakowskiego.

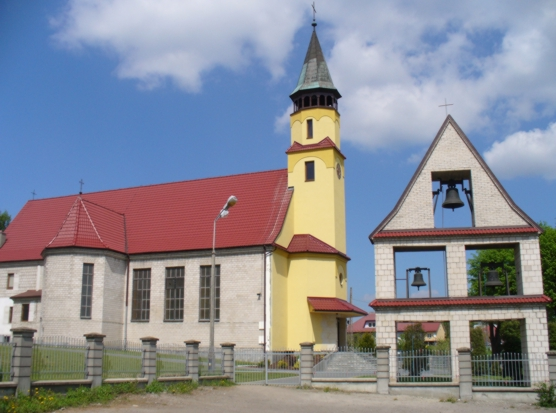
Kościół w Sygneczowie

Wieś położona w środkowej części gminy Wieliczka, na południowy zachód od miasta. Sąsiaduje z Sierczą, Podstolicami, Grabówkami, Janowicami i Koźmicami Wielkimi. Większość granic Sygneczowa stanowią potoki, a największym z nich jest Wilga. Położenie Sygneczowa i ukształtowanie jego terytorium zdecydowało o szczególnych walorach krajobrazowych wsi. Z jej terenu rozpościerają się rozległe panoramy w różnych kierunkach, zwłaszcza na wzniesienia Pogórza Wielickiego i Beskidu Wyspowego. Szczególnie interesujące punkty widokowe stanowią południowy skraj zespołu dworskiego oraz środkowy odcinek głównej drogi wiejskiej.

## Historia
Terytorium Sygneczowa było zamieszkałe już w epoce wczesnośredniowiecznej, z tego też okresu pochodzi cmentarzysko ciałopalne zlokalizowane na obszarze wsi. Pierwsza wiadomość źródłowa dotycząca Sygneczowa pochodzi z końca XII wieku i wskazuje, iż w tym czasie istniała już wieś będąca własnością rycerską. Następnym dokumentem informującym o stanie zagospodarowania jest dopiero tzw. mapa Miega z 1779–1782 roku.
Więcej informacji można odczytać z planu katastralnego z 1847 roku, gdzie jako nowy element pojawił się zespół dworski w zachodniej części wsi, składający się z murowanego dworu, budynków dworskich, dwóch stawów i ogrodu. Grunty orne należące do dworu obejmowały przypuszczalnie tereny położone na zachód i południe od zespołu dworskiego oraz na wschód w części wsi pod nazwą Łysa Góra. W tym czasie istniał już młyn w południowo-wschodnim krańcu wsi, w pobliżu Wilgi. Świadczy o tym nazwa tej części wsi „U Młyna”. Nowy budynek młyna został wzniesiony w początkach XX wieku. W tym też czasie powstało założenie parkowe na północ od starszego zespołu dworskiego. W pierwszej połowie XX wieku dwór był własnością rodziny Klemensiewiczów i w ich rękach pozostał do roku 1945. W okresie powojennym rozbiórce uległa część budynków gospodarczych zespołu dworskiego, a sam dworek zajęła istniejąca do dziś szkoła podstawowa.
W 1885, w Sygneczowie urodził się Władysław Gallas, pułkownik saperów Wojska Polskiego, działacz niepodległościowy, kawaler Orderu Virtuti Militari, inżynier kolejnictwa, a zmarł Walenty Faustyn Włodek, prezydent Wieliczki.

## Sygneczów współcześnie
Współczesny Sygneczów to pięknie położona wieś, której liczne walory zaczyna doceniać coraz więcej osiedlających się tutaj na stałe „krakusów”. Życie kulturalne i sportowe Sygneczowa toczy się wokół znajdującej się w centrum wsi szkoły. W Sygneczowie działa Koło Gospodyń Wiejskich, skupiające około 20 pań. Biorą one udział w konkursach potraw regionalnych. Koło Gospodyń organizowało również Dożynki gminne i brało udział w wystawie wieńców dożynkowych odbywającej się w Krakowie.
Na terenie wsi znajdują się dwa małe, prywatne muzea. Jedno z nich to Skansen Rzeczy Dawnych, gdzie zgromadzono stare żelazka, patefony, mundury z czasów II wojny światowej. Podobne zbiory są w drugim muzeum, gdzie obok mundurów i odznaczeń można oglądać obrazy malowane przez właściciela.
Do dawnych zwyczajów, kultywowanych do dzisiaj w Sygneczowie należy chodzenie w Sylwestra po domach z przybraną gałązką dębu. Każdy z odwiedzanych dostaje małą gałązkę, która jest symbolem mocy i siły potrzebnej w Nowym Roku. Do Trzech Króli kolędnicy odwiedzają domy z Gwiazdą, a w Święta Wielkanocne z Kogutkiem, składając życzenia, za które dostają pisanki.